# Det startede med en pige
Det startede med en pige er en dansk kortfilm fra 2011, der er instrueret af Søs Thøstesen, Mette Skaarup, Nina Reiter.

## Handling
Martin er en ung dreng, som forelsker sig i pigen Liv. Martin, som vil gøre alt for Liv, aner ikke hvem han har forelsket sig i. Langsomt forsegles hans skæbne af Livs mystiske femme fatale-karakter.

## Medvirkende
- Søren Andersen - Martin
- Sarah Vest Sonne - Liv
- Iben Axtrup - Moderen
- Carsten Reiter - Faderen
- Thea Thorborg - Katrine
- Thomas Robergaard - Hård fyr #1
- Mads Albæk - Hård fyr #2